# Daley Sinkgraven
Daley Sinkgraven (Assen, 4 de julho de 1995) é um futebolista neerlandês que atua como lateral-esquerdo. Atualmente, atua pelo Fortuna Sittard.

## Carreira

### Ajax
Em 30 de janeiro de 2015, foi anunciado que Sinkgraven foi transferido para o Ajax por 7 milhões de euros.

## Estatísticas
Atualizado até 29 de maio de 2020.

### Clubes
| Equipe            | Temporada         | Campeonato nacional | Campeonato nacional | Copa nacional | Copa nacional | Competições continentais | Competições continentais | Total | Total |
| Equipe            | Temporada         | Jogos               | Gols                | Jogos         | Gols          | Jogos                    | Gols                     | Jogos | Gols  |
| ----------------- | ----------------- | ------------------- | ------------------- | ------------- | ------------- | ------------------------ | ------------------------ | ----- | ----- |
| Heerenveen        | 2013–14           | 17                  | 0                   | –             | –             | –                        | –                        | 17    | 0     |
| Heerenveen        | 2014–15           | 20                  | 4                   | 1             | 0             | –                        | –                        | 21    | 4     |
| Heerenveen        | Total             | 37                  | 4                   | 1             | 0             | 0                        | 0                        | 38    | 4     |
| Ajax              | 2014–15           | 10                  | 0                   | –             | –             | 4                        | 0                        | 14    | 0     |
| Ajax              | 2015–16           | 16                  | 0                   | 2             | 0             | 6                        | 0                        | 24    | 0     |
| Ajax              | 2016–17           | 24                  | 1                   | 1             | 0             | 7                        | 0                        | 32    | 1     |
| Ajax              | 2017–18           | 4                   | 0                   | 1             | 0             | 0                        | 0                        | 5     | 0     |
| Ajax              | 2018–19           | 9                   | 0                   | 0             | 0             | 2                        | 0                        | 11    | 0     |
| Ajax              | Total             | 63                  | 1                   | 4             | 0             | 19                       | 0                        | 86    | 1     |
| Bayer Leverkusen  | 2019–20           | 11                  | 0                   | 2             | 0             | 4                        | 0                        | 17    | 0     |
| Bayer Leverkusen  | Total             | 11                  | 0                   | 2             | 0             | 4                        | 0                        | 17    | 0     |
| Total na carreira | Total na carreira | 111                 | 5                   | 7             | 0             | 23                       | 0                        | 141   | 5     |

## Títulos
Ajax
- Copa dos Países Baixos: 2018–19
- Campeonato Neerlandês: 2018–19